# Spiridon Ksindas
Spiridon Ksindas, gr. Σπυρίδων Ξύνδας (ur. 8 czerwca 1812 na Korfu, zm. 12 listopada 1896 w Atenach) – grecki kompozytor i gitarzysta.

## Życiorys
Kształcił się początkowo na rodzinnym Korfu u Nikolaosa Mandzarosa. W latach 1834–1837 studiował u Nicoli Antonia Zingarellego w Neapolu. Po powrocie na Korfu razem z Nikolaosem Mandzarosem i Andoniosem Liweralisem założył pierwsze w Grecji towarzystwo filharmoniczne. Jego wychowankami byli m.in. Spiridon Samaras i Dionisios Rodoteatos. Grał na gitarze i występował z koncertami w Europie. Od lat 50. XIX wieku zajmował się głównie pisaniem oper. W 1886 roku osiadł w Atenach. Pod koniec życia stracił wzrok, zmarł w biedzie.

## Twórczość
Był współtwórcą greckiej szkoły narodowej w muzyce. Pisał utwory wokalno-instrumentalne, cechujące się prostą, śpiewną melodyką, z elementami greckiego folkloru muzycznego. Starał się oddawać przy pomocy muzyki warstwę znaczeniową tekstu. Największe znaczenie miał jako twórca oper, z których w całości zachowała się tylko jedna, O ipopsifios wuleftis.
Znaczna część dorobku kompozytorskiego Ksindasa uległa zniszczeniu w trakcie działań wojennych w II wojnie światowej.

## Ważniejsze kompozycje
(na podstawie materiałów źródłowych)

### Opery
- Anna Winter (wyst. Korfu 1855; zaginiona)
- Il conte Giuliano (wyst. Korfu 1857; partie wokalne nie zachowały się)
- O ipopsifios (wyst. 1857; zaginiona)
- O ipopsifios wuleftis (wyst. Korfu 1867)
- opera komiczna O neogambros (1877; zaginiona)
- Galatea (1887–1896?; zaginiona)
- O prikotiras (wyst. Ateny 1890)
- To flema (wyst. Ateny 1893; zaginiona)

### Utwory wokalno-instrumentalne
- 12 asmata elinika na 1–3 głosy i fortepian (ok. 1856)
- Imnos dia ton in Kriti na 3-głosowy chór i fortepian (ok. 1867)
- To orfano na głos i fortepian (1875)
- Nani-nani na głos i fortepian (1887)

### Utwory fortepianowe
- La meditazione (ok. 1876)